# Ziordia
Ziordia (spanyolul: Ciordia) település Spanyolországban, Navarra autonóm közösségben. Ziordia Asparrena és Olazti/Olazagutía községekkel határos. Lakosainak száma 353 fő (2024).

## Népesség
A település népessége az elmúlt években az alábbi módon változott:
| Lakosok száma | 361  | 369  | 329  | 400  | 394  | 380  | 357  | 348  | 346  | 353  |
|               | 2001 | 2004 | 2007 | 2009 | 2012 | 2014 | 2017 | 2019 | 2022 | 2024 |